# Andrónico Luksic Craig
Pour les articles homonymes, voir Luksic et Craig.
Andrónico Luksic Craig (né à Antofagasta au Chili le 16 avril 1954) est un homme d'affaires chilien. Il est le président de Quiñenco, une holding du Groupe Luksic, l'un des plus grands conglomérats du Chili. Lui et sa famille sont classés parmi les plus grandes fortunes du monde,.

## Biographie
Andrónico Luksic Craig est le fils aîné d’Andrónico Luksic Abaroa et d’Ena Craig. Il passe ses premières années d'enfance, avec son jeune frère Guillermo, dans les déserts miniers du nord du Chili. Il a quatre ans quand sa mère décède des suites d’une opération du cœur. Quatorze ans après, son père épouse Iris Fontbona, avec qui il aura trois enfants : Maria Paola, María Gabriela et Jean-Paul.
En 1960, Andrónico et sa famille s'installent à Santiago, dans une maison de la rue Alcántara. Il entre  alors à la Grange School. À l'âge de 16 ans, Andrónico se rend aux États-Unis pour intégrer la Dublin School for Boys (New Hampshire). Après avoir obtenu son diplôme, il déménage à Boston et suit des études de commerce au Babson College. Il reste finalement peu de temps au Babson College et retourne en Amérique du Sud pour travailler dans les concessions Ford de la famille.
Il épouse alors Patricia Lederer Tcherniak, originaire d’Argentine, avec qui il aura cinq enfants : Andrónico, Davor, Dax, Maximiliano et Fernanda. Ils divorcent en 2016.
À l'âge de quarante ans, Andrónico réussit à atteindre le sommet de l'Everest en mai 2004, sans aucune expérience de l'alpinisme. Peu de temps après, en 2005, il complète les « sept sommets du monde ».

## Carrière professionnelle
Andrónico Luksic Craig travaille comme commercial dans la concession Ford de la famille, à Antofagasta. La ville est alors en pleine expansion économique en raison de sa proximité avec le désert d’Atacama, dont les activités minières sont florissantes. En 1973, il rejoint le groupe Luksic en Argentine, en tant que directeur des investissements. Il y développe les activités du groupe dans les secteurs de l’automobile et des boissons.
Andrónico retourne à Santiago en 1982, pour superviser les activités du groupe familial dans une petite banque locale. Son arrivée dans le secteur bancaire marquera le point de départ de sa carrière de banquier et d’investisseur. Andrónico a alors pour objectif d’étendre le business familial dans le secteur financier. À cet effet, il entreprend une stratégie de fusions et d’acquisitions qui aboutit à la création d’une des plus grandes banques du Chili, la Banco de Chile. Parallèlement, son frère Guillermo devient le président de Quiñenco, et développe les activités industrielles du groupe, et son frère cadet Jean-Paul, prend la tête de Antofagasta PLC, filiale du groupe dans le secteur minier.
En 2005, Andrónico Luksic Craig se voit confier la direction de tous les activités bancaires du groupe.
Lorsque son frère Guillermo meurt en 2013, Andrónico prend la tête du groupe Luksic et de ses nombreuses filiales, parmi lesquelles Quiñenco SA. Il décide alors de se concentrer sur la consolidation du groupe et sur la construction de positionnements forts pour de nouvelles acquisitions,.